# Tomoaki Tanabe
Tomoaki Tanabe (田邊 昭知, Tóquio, 15 de novembro de 1938) é um empresário, escritor, ex-cantor e ator japonês, presidente da Japan Association of Music Enterprises (JAME) e presidente (dono) da Agência Tanabe.
Ele é casado com a modelo, cantora e atriz aposentada, Asami Kobayashi.